# Transaquincum

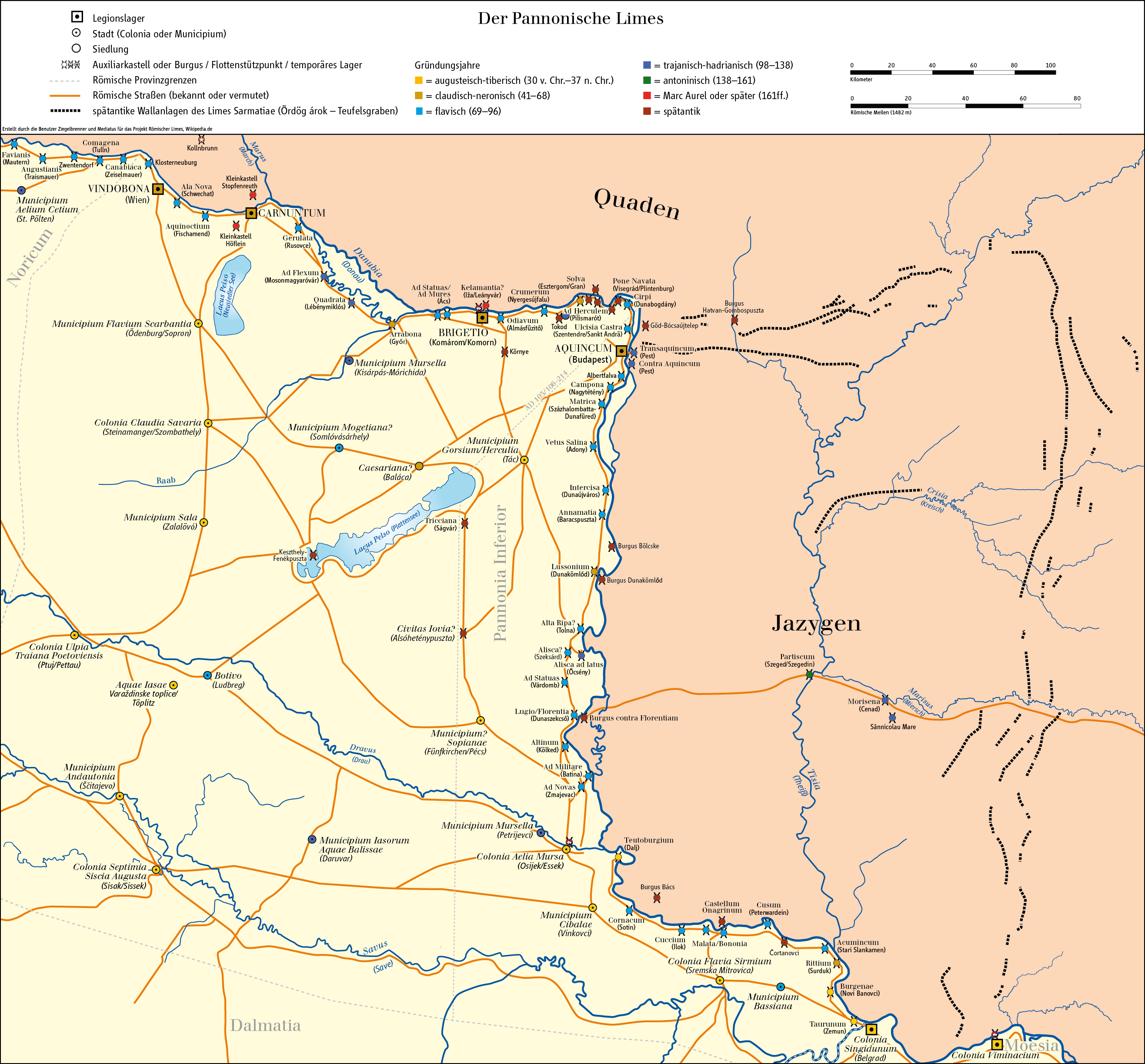
Die Lage der Gegenfestung am niederpannonischen Donaulimes.

Das in der Vergangenheit als Transaquincum bekannt gewordene römische Militärlager wurde nördlich des Heil- und Strandbads Dagály an der Népfürdő-Straße im XIII. Bezirk von Budapest, Stadtteil Pest, in Ungarn entdeckt. Die am Ostufer der Donau errichtete Anlage bestand in der Antike als Gegenfestung am pannonischen „nassen Limes“ (Limes Pannonicus) und sicherte eine Brücke über den Fluss. Die Donau bildete in weiten Abschnitten die römische Reichsgrenze. Von dem Kastell ist heute oberirdisch nichts mehr zu sehen. Die Benennung des Lagers mit dem Namen Transaquincum wird nicht von allen ungarischen Wissenschaftlern akzeptiert, ist aber bis heute weitgehend gebräuchlich.

## Lage

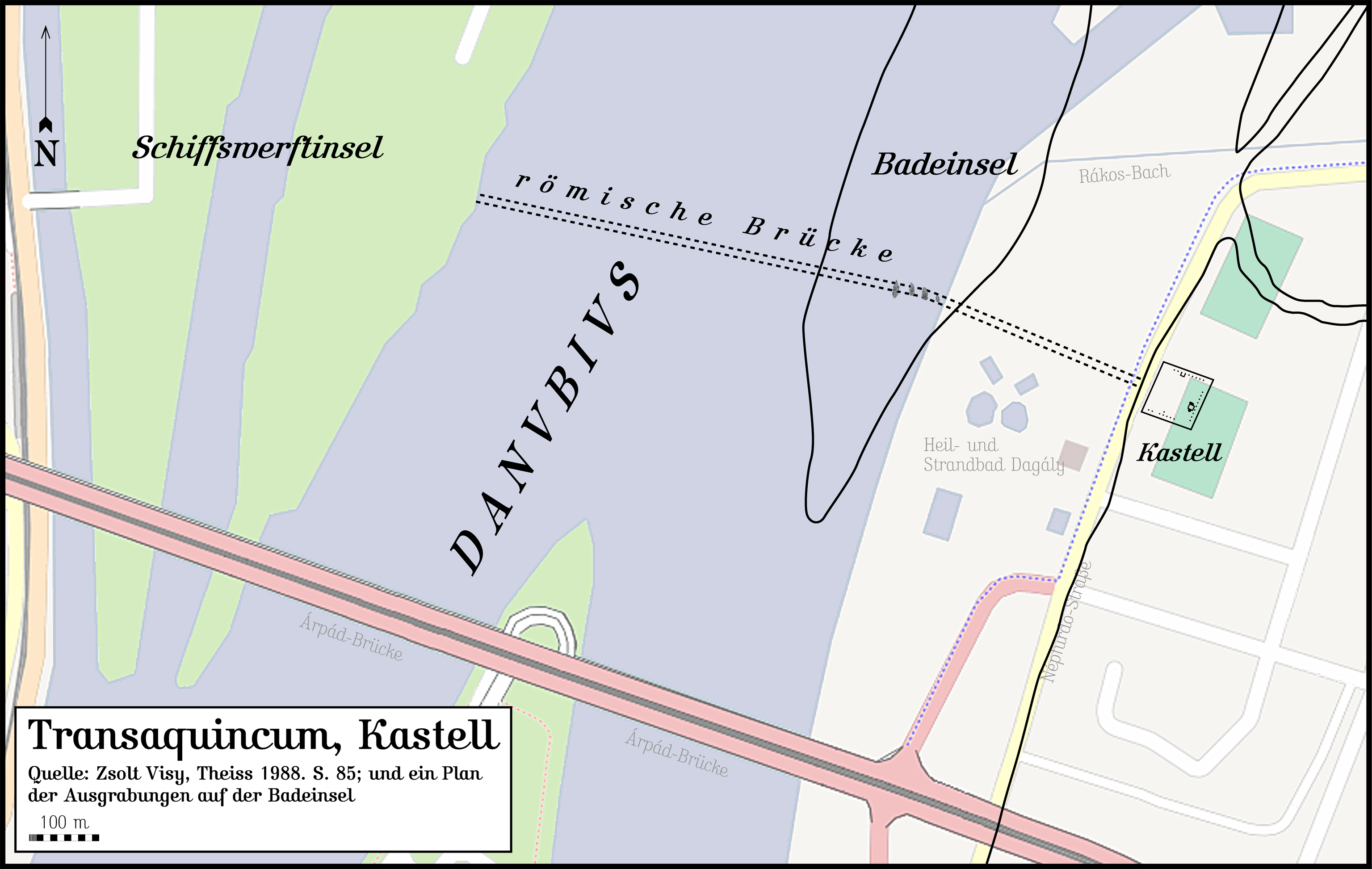
Lageplan des Kastells mit der abgetragenen Badeinsel und der römischen Brücke

Zur Zeit des römischen Aufmarschs im pannonischen Raum war die Donauniederung im heutigen Stadtgebiet von Budapest durch Alt- und Seitenarme des Flusses geprägt. Bereits aus der Jungsteinzeit sind in der Nähe Siedlungsspuren bekannt geworden. In diesen von Sümpfen und feuchten Zonen bestimmten Biotopen gab es einige Schwemmlandinseln. Der am östlichen Ufer an der Mündung des Rákos-Bachs errichtete Militärplatz lag direkt gegenüber dem am Westufer gelegenen Legionslager Aquincum. Beide Anlagen verband eine Brücke, deren Reste im 19. Jahrhundert auf der dazwischenliegenden, länglichen Fürdő-Insel (Badeinsel) gefunden wurden. Das Flussbett wurde durch menschliche Eingriffe seither stark verändert, das Ostufer der nicht mehr existierenden Insel würde sich heute im Ufersaum des Stadtteils Pest befinden, während die jetzt südlich des Kastells vorbeiführende Népfürdő-Straße in der Antike direkt am Donaustrand entlanggeführt hätte. Der am Rand des Barbaricums gelegene Standort von Transaquincum war vor überraschenden Angriffen sicher, da er über die Brücke rasch mit Nachschub versorgt werden konnte. Im Stadtgebiet von Budapest wurden bisher zwei Brücken bekannt. Neben dem die Militärlager verbindenden Übergang befindet sich etwas nördlicher im Bereich zwischen der großen zivilen Ansiedlung um das Legionslager und der Stadt Aquincum eine weitere Brücke, deren Reste im Stadtteil Óbuda an der vormaligen Mündung des Aranyhegyi-Bachs entdeckt wurden. Auch dort gab es einen Brückenkopf.

## Forschungsgeschichte

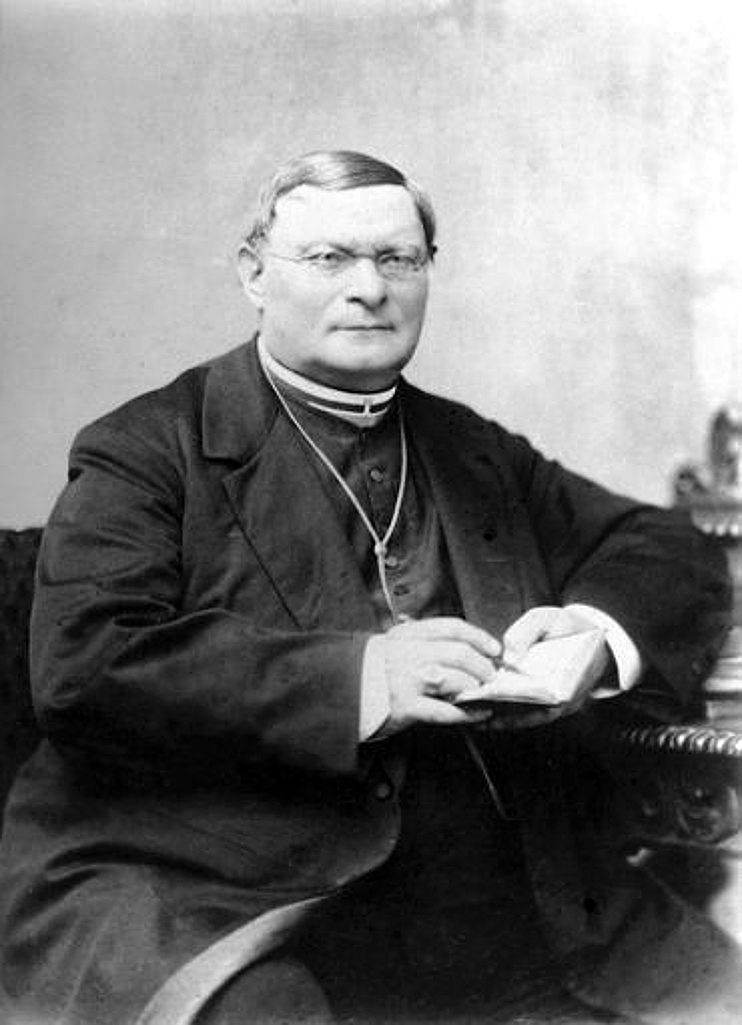
Flóris Rómer, Begründer der wissenschaftlichen Archäologie in Ungarn, entdeckte mit Gustav Zsigmondy die Brücke.

Die ersten baulichen Reste der Anlage kamen 1815 aus dem Boden, als Jakob Göttersdorfer nahe dem Ráko-Bach seine Felder pflügte. Im gleichen Jahr erfolgten die ersten Grabungen. In den 1860er Jahren fand eine Begehung des Geländes durch den Ingenieur Gustav Zsigmondy statt, der im Auftrag der K.K. Central-Commission zur Erhaltung der Baudenkmale auch Bodendenkmäler für die Einzeichnung in topographische Karten vermaß.
Noch vor dem vollständigen Abräumen der vor Transaquincum liegenden Badeinsel ab 1874 konnten hier wichtige Forschungen zur Römerbrücke gemacht werden. 2008 wurde unter anderem eine Suchgrabung zum Verlauf dieses Donauübergangs auf der Óbudaer Insel (früher offiziell Schiffswerft-Insel; dieser Ausdruck ist immer noch gebräuchlich) vorgenommen.

## Namensgebung
In der ungarischen Forschung gibt es schon länger Überlegungen, die bisherige Namensgebung einiger römischer Kastelle im Stadtgebiet von Budapest zu überdenken. Die Namen, welche durch das spätrömische Staatshandbuch Notitia dignitatum bekannt sind, könnten demnach in der Vergangenheit teilweise falsch vergeben worden sein. Ausgangspunkt dieser Überlegungen war das Oppidum der Eravisker auf dem Pester Gellértberg (St. Gerhardsberg), der in der Antike möglicherweise Mons Teutanus hieß. Teutanus war der Stammesgott der Eravisker. Ein durch die Notitia überlieferter Kastellname, der nach weiteren Überlegungen Castellum contra (mons) Teutanus geheißen haben mag, wäre demnach auf das bisher als Contra Aquincum bekannte Lager zu übertragen, während dieser Name für das jetzige Tansaquincum stehen würde. Transaquincum wiederum würde sich nicht auf einen militärischen Standort, sondern auf das geographische Gebiet beziehen, das der Siedlungsfläche von Aquincum am anderen Flussufer gegenüberlag. Der Archäologe Zsolt Mráv geht davon aus, dass sich die Stelle in der Notitia mit der Nennung von Transaquincum (Zitat: Praefectus legionis, Transiacinco) auf einen unter römischer Militärverwaltung stehenden Grenzstreifen am Ostufer von Aquincum bezieht, der zur Zeit Kaiser Valentinians I. (364–375) bestand. Den Befehl über diese Pufferzone zwischen der Donau und den feindlich gesinnten Quaden und Sarmaten, die 374 einen verheerenden Angriff führten, hätte der Praefectus der Legio II Adiutrix innegehabt. Péter Kovács, ein Historiker und Archäologe, versuchte Mrávs Überlegung, Transaquincum als territoriale Einheit anzusprechen, zu entkräften, indem er Beispiele aufführte, die zeigten, dass es in den römischen Provinzen mehrere Orte gegeben hat, die mit Trans begonnen haben. Sein Kollege Endre Tóth hingegen stellte sich hinter Mrávs Identifizierung.

## Baugeschichte

### Kastell
Die viereckige, 76 × 78 Meter umfassende Befestigung mit ihren 2,1 Meter starken Mauern wurde im 2. Jahrhundert eingerichtet und bis in das 4. Jahrhundert verwendet. Im Inneren der Anlage konnten entlang der Nord-, West- und Südseite der Wehrmauer Säulen- und Pfeilerreihen festgestellt werden, die eine Portikus bildeten. Vor der westlichen Wandelhalle fanden sich die Reste eines kleinen Bades. Während der ersten Ausgrabung stieß man auf gestempelte Ziegel mit dem Aufdruck Vincentia; bei einem Exemplar war die Zeichnung eines Hundes beigefügt. Bei Grabungen im Bereich des Kastells Esztergom konnte im Bereich einer spätantiken Zerstörungsschicht ein entsprechend markierte Stempel in Fundzusammenhang mit einer Münze aus der Regierungszeit des Kaisers Konstantin I. (306–337) geborgen werden.

### Brücke
Im Zuge der 1874–1875 vorgenommenen Donauregulierung sollte auch das Flussbett vertieft werden. Zu dieser Maßnahme gehörte das Abtragen der vor Transaquincum gelegenen ehemaligen Badeinsel. Noch bevor die Baggerarbeiten aufgenommen wurden, war es dem Leiter der Archäologischen Abteilung des Ungarischen Nationalmuseums, Flóris Rómer, und Gustav Zsigmondy gelungen, auf der Insel vier hölzerne Unterbauten von einstigen römischen Brückenpfeilern freizulegen und aufzunehmen. Die Konstruktion verband Transaquincum mit der Schiffswerft-Insel und dem Legionslager am Westufer. Rómer und Zsigmondy fanden auf der Badeinsel zu Baumaterial umgeformte Altäre, die möglicherweise als Spolien in einem unbekannten spätrömischen militärischen Objekt vermauert gewesen waren, das auf der Insel stand. Außerdem entdeckten sie dort und im Bett der Donau zahlreiche Werksteine, die sowohl zum aufgehenden Mauerwerk der Brücke als auch zu dem spekulativen Militärobjekt gehört haben könnten. Die Forschungen machten deutlich, dass dieser Flussübergang als längerfristiger Übergang geplant gewesen war und zur Gruppe der Pfahlrostbrücken gezählt werden muss, wie sie beispielsweise auch in Mainz bestanden. Der Standort des westlichen Brückenkopfs ist noch unbekannt.
Während der 2008 auf der Schiffswerft-Insel durchgeführten Grabungen wurden zahlreiche römische Objekte entdeckt, die im Mittelalter (Árpádenzeit) von der Bevölkerung unter anderem als Spolien wiederverwendet worden waren. In diesem Zusammenhang sind auch viele römischen Münzen des 4. Jahrhunderts aus dem Boden gekommen. Die ebenfalls gesuchten Reste der Brücke auf dieser Insel konnten jedoch nicht gefunden werden.

## Funde

### Keramik
Im nördlichen und nordöstlichen Bereich von Transaquincum konnten in der Antike nach Pannonien importierte Terra-sigillata-Gefäße aus der Produktionsstätte Westerndorf bei Rosenheim geborgen werden.

### Ziegelstempel

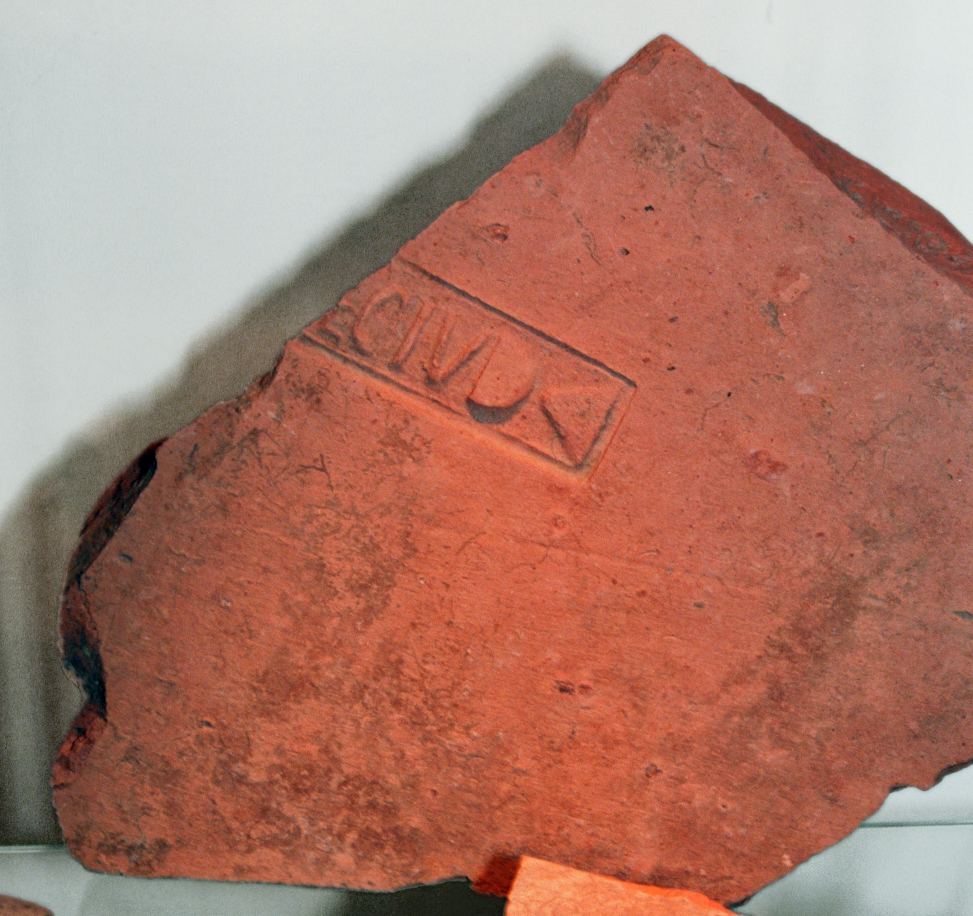
Ziegelstempel [L]EG(io) IV (Legio IV Flavia Felix) aus Visegrád-Lepence.

Daneben sind – zu dem bereits genannten Ziegelstempel Vincentia – auch die ebenfalls aus der Fortifikation geborgenen Marken der Legio IIII Flavia Felix sowie der Legio II Adiutrix bekannt geworden. Die Legio II Adiutrix lag als Stammtruppe über Jahrhunderte in Aquincum, während die Anwesenheit der Legio IIII Flavia Felix – zumindest als Vexillation – offensichtlich nur für eine begrenzte Zeitspanne unter Kaiser Lucius Verus (162–166) in Aquincum belegt werden kann. Damals nahm die  II Adiutrix an einem Partherfeldzug teil. Stempel der IIII Flavia Felix fanden sich auch an anderen Stellen des Limes Pannonicus, so im Umfeld des Burgus Solva 23, einem mittelkaiserzeitlichen Limeswachturm bei Visegrád-Lepence am Donauknie. Außerdem entdeckten die Wissenschaftler Stempel des Oberbefehlshabers der spätantiken pannonischen Provinz Valeria, Frigeridus dux sowie die Marke Quadriburgium. Beide Ziegelstempel lassen sich an mehreren Stellen des valerianischen Donaulimes – insbesondere an damaligen Neubauplätzen – in Vergesellschaftung nachweisen und gehören daher derselben Zeitstellung an, als Kaiser Valentinian I. den Rhein- und Donau massiv befestigen ließ.

### Steindenkmäler
Aus dem spätantiken Kastell stammt ein 1848 entdeckter Altar für die Dei reduces, die zurückführenden Götter, der als behauene Spolie verbaut wurde. Die Inschrift des Steins nennt als Stifter den niederpannonischen Statthalter Gaius Suetrius Sabinus, der den Altar während seiner Amtszeit zwischen 215/216 und April 217 n. Chr. setzten ließ. Gleichfalls in sekundärer Verwendung kam 1848 ein Votivaltar für den Waldgott Silvanus Silvestris auf dem Boden der Fortifikation ans Licht. Der Princeps legionis Tiberius Iulius Masculus von der II. Adiutrix hatte ihn einst einem Gelübde entsprechend setzen lassen. Als Princeps legionis war Iulius Masculus der ranghöchste Centurio einer Legion nach dem Primus Pilus.
Im Stadtteil Rákospalota, nordöstlich des Kastells, wurde neben anderen Inschriften der Weihestein eines Beneficiarius consularis der Legio II Adiutrix entdeckt, der dem Genius commercii, dem Schutzgeist der Wirtschaft und des Handels, geweiht war. Der Beneficiarius consularis war der höchste Dienstgrad, den ein Legionssoldat bei den Benefiziariern erreichen konnte.
Unter den figürlichen Funden aus dem Kastell ist eine steinerne Victoria-Statuette erwähnenswert.

## Denkmalschutz
Die Denkmäler Ungarns sind nach dem Gesetz Nr. LXIV aus dem Jahr 2001 durch den Eintrag in das Denkmalregister unter Schutz gestellt. Das Kastell Contra Aquincum sowie alle anderen Limesanlagen gehören als archäologische Fundstätten nach § 3.1 zum national wertvollen Kulturgut. Alle Funde sind nach § 2.1 Staatseigentum, egal an welcher Stelle der Fundort liegt. Verstöße gegen die Ausfuhrregelungen gelten als Straftat bzw. Verbrechen und werden mit Freiheitsentzug von bis zu drei Jahren bestraft.